# Carbonate de potassium
Le carbonate de potassium, K2CO3, est un solide ionique, qui a l'aspect dans la nature d'un sel blanc ou légèrement coloré, basique et hygroscopique, fondant vers 900 °C mais se décomposant avant ébullition. Ces amas constituent une roche évaporite qui représente ses gisements naturels, par exemple près de la mer Morte.
Il s'agit du principal constituant de la potasse des Anciens, connue depuis l'Antiquité.

## Historique
Le carbonate de potassium a été identifié la première fois par Antonio Campella et est le composant principal du sel de potasse ou alcali végétal des anciens (al)chimistes. Il était obtenu principalement par lixiviation des cendres de bois et de plantes, puis évaporation de l'eau par calcination du résidu. Les préparations les plus blanches étaient nommées « perlasses », elles titraient de 50 à 80 % en masse de K2CO3.
Les potasseries pouvaient pratiquer de manière exhaustive le lessivage des diverses autres cendres, par exemple : 
- de lie de vins ;
- de résidus salins d'algues ou de soudes ;
- de betteraves ;
- des eaux de suintage des laines.

Ces produits, comme plus tard la potasse caustique plus ou moins diluée, étaient fréquemment employés en verrerie, pour le chamoisage des peaux, dans le blanchiment, dans la composition de lessives pour peintre ou eau seconde, dans la fabrication d'hypochlorite, de sels chlorates et prussiates, etc.
Il existe, en plus du bicarbonate KHCO3 et d'un sesquicarbonate, plusieurs hydrates de carbonate de potassium. Le carbonate commercial peut être un mélange impur, de composition très variable selon le lieu d'origine et/ou de fabrication.

## Propriétés
Le carbonate de potassium est très soluble dans l'eau (138 g L−1) et donne des solutions basiques. La solubilité à saturation pour 100 g d'eau pure est 112 g à 20 °C, 156 g à 100 °C.
Par hydrolyse, une solution de carbonate de potassium donne de l'hydroxyde de potassium : {\displaystyle {\rm {K_{2}CO_{3}+H_{2}O\rightarrow KHCO_{3}+KOH}}}.
Avec les acides, il y a formation de dioxyde de carbone et du sel de potassium correspondant.
Le carbonate de potassium est un bon agent séchant de solvant ou de solutions pour les esters, nitriles, cétones et surtout alcools. Il ne faut pas l'utiliser avec les acides, pour la raison évoquée ci-dessus.
Il est insoluble dans l'alcool et l'acétone.

## Préparation
- Par carbonatation de l'hydroxyde de potassium ou potasse caustique :

{\displaystyle {\rm {2KOH+CO_{2}\rightarrow K_{2}CO_{3}+H_{2}O}}}.
Cette réaction de fixation du gaz carbonique sur la potasse caustique est utilisée de nos jours pour préparer industriellement le carbonate de potassium. L'hydroxyde de potassium est un produit de l'électrolyse du chlorure de potassium aqueux.
Une variante directe part de KCl en présence d'amines.
- La réaction d'une solution d'hydroxyde de calcium avec du sulfate de potassium et du monoxyde de carbone, sous 30 bar, donne le sel de potassium de l'acide méthanoïque. Ce sel est ensuite oxydé par calcination :

{\displaystyle {\rm {1.)\qquad K_{2}SO_{4}+Ca(OH)_{2}+2CO\leftrightarrow CaSO_{4}+2HCOOK}}}
{\displaystyle {\rm {2.)\qquad 2HCOOK+O_{2}\leftrightarrow K_{2}CO_{3}+CO_{2}+H_{2}O.}}}
Cette réaction n'a plus d'intérêt industriel.

## Usage actuels
Le carbonate de potassium est un additif alimentaire portant le numéro E501(i). Accepté dans l'agroalimentaire bio, il est considéré comme un régulateur d'acidité et un stabilisant. Il est aussi présent dans les levures chimiques. Il permet la gazéification des eaux gazeuses, ainsi que l'effervescence des comprimés jetés dans l'eau. Il est employé en œnologie.
C'est un engrais pour sol acide. Il est employé comme fongicide contre l'oidium, en agriculture bio.
Il est aussi considéré comme un médicament, pour réguler l'équilibre sanguin sodium/potassium, rompu lors des crises nerveuses ou dépressives.
Il est utilisé dans l'industrie du verre, autrefois pour les verres de télévision et toujours pour les verres crowns très transparents et peu dispersifs. Il est aussi utilisé pour fabriquer des cires saponifiées ou à l'eau.
Il est utilisé dans les extincteurs, sur le même principe que le carbonate de sodium.